# 로잘린드 뱅크
로잘린드 뱅크는 카리브해 서부에 위치한 퇴이자 환초이다. 카보 그라시아스 아 디오스 곶으로부터 동쪽으로 약 300km 길이의 산호초 지역의 절정이다. 은행 지역은 니카라과 라이즈(Nicaragua Rise)로 알려진 광대한 구조물의 일부로, 페드로 뱅크(Pedro Bank)를 지나 자메이카 방향으로 동쪽으로 계속 이어진다.

## 지질
1986년 콜롬비아와 온두라스간의 조약이 이 지역에서 두 나라의 해양 경계를 결정할 때까지 콜롬비아는 세라니야 환초와 로잘린드퇴를 산안드레스 군도의 일부로 주장하였다. 그러나 이 조약에 따라 콜롬비아는 로잘린드 뱅크를 온두라스의 배타적 경제 수역 내에 두는 국경을 받아들였다. < 니카라과는 1986년 해양 결정에 반대를 하였는데, 이 지역에 대한 니카라과의 주장을 무시했기 때문이다.

## 참고문헌
1. ↑  Counter-Memorial of the Republic of Colombia Volume I (Territorial and Maritime Dispute: Nicaragua v. Colombia) (PDF) (보고서). International Court of Justice. 2008년 11월 11일. 231–232쪽. 2023년 5월 26일에 확인함.
2. ↑  Pratt, Martin (Summer 2001). “The Maritime Boundary Dispute Between Honduras and Nicaragua in the Caribbean Sea”. 《IBRU Boundary and Security Bulletin》 9 (2): 111.